# 孔臶
孔臶（？—？），一名臻，会稽山阴人，孔子三十代孙，孔琇之之子，官至太子舍人、尚书三公郎。有子孔稚孙、孔虔孙。